# Совет Республики Верховного совета России
Совет Республики — одна из двух палат Верховного Совета РСФСР (Российской Федерации). В 1990—1993 годах состоял из 126 депутатов. Учреждён в 1989 году, как одна из палат прежде однопалатного Верховного совета РСФСР. Избран в 1990 году.
В соответствии с Конституцией Российской Федерации — России 1978 года (статья 112 в редакции от 27 октября 1989 года) палаты Верховного совета были равноправны, однако «вопросы государственного строительства и социально-экономического развития, имеющие общее для всей республики (Российской Федерации) значение, прав, свобод и обязанностей граждан Российской Федерации» рассматривались прежде всего Советом Республики. В соответствии с частью первой указанной статьи Совет Республики (как и Совет Национальностей) был правомочен решать все вопросы, отнесённые к ведению Верховного совета Российской Федерации, одним из практических применений этой нормы стало восстановление декретного времени в РСФСР (постановление Совета Республики от 23 октября 1991 года № 1790-I).
Совет Республики избирался Съездом народных депутатов Российской Федерации из числа народных депутатов Российской Федерации от территориальных избирательных округов с учетом численности избирателей в регионе.
21 сентября 1993 года Совет Республики был упразднён указом президента России № 1400, вместе с Верховным советом и Съездом народных депутатов. Решение обрело фактическую силу после вооружённого разгона парламента 4 октября того же года.

## Председатели Совета Республики Верховного совета
- В. Б. Исаков (1990—1991)
- Н. Т. Рябов (2 октября 1991 года — 23 декабря 1992 года)
- В. С. Соколов (февраль-октябрь 1993 года)